# Kuzma
 (août 2025).
Si vous disposez d'ouvrages ou d'articles de référence ou si vous connaissez des sites web de qualité traitant du thème abordé ici, merci de compléter l'article en donnant les références utiles à sa vérifiabilité et en les liant à la section « Notes et références ».
Kuzma est une ancienne officine de construction de monoplace de course automobile fondée par Eddie Kuzma. Elle a notamment disputé son premier Grand Prix de Formule 1 à Indianapolis en 1951 et a couru sa dernière course au même endroit en 1960.
Les monoplaces Kuzma ont disputé 10 Grands Prix de Formule 1, la totalité à Indianapolis lorsque les 500 miles comptaient pour le championnat du monde de Formule 1. En 10 saisons, 42 pilotes se sont alignés au volant d'un seul modèle de monoplace, la Kuzma Indy Roadster. Troy Ruttman a remporté l'épreuve en 1952, ce qui lui a permis de se classer 7e du championnat des pilotes avec 8 points. Les Kuzma sont également montées à deux autres reprises sur le podium, en 1954 avec Jimmy Bryan (deuxième) puis en 1957 toujours avec Bryan (troisième).

## Résultats en championnat du monde de Formule 1
| Saison | Écurie                                                                                            | Châssis             | Moteur              | Pneus     | Pilotes                                                                             | Grands Prix disputés | Points inscrits | Classement |
| ------ | ------------------------------------------------------------------------------------------------- | ------------------- | ------------------- | --------- | ----------------------------------------------------------------------------------- | -------------------- | --------------- | ---------- |
| 1951   | Agajanian Grant Piston Ring                                                                       | Kuzma Indy Roadster | Offenhauser 3.0 L4C | Firestone | Walt Faulkner                                                                       | 1                    | 0               | -          |
| 1952   | J.C. Agajanian                                                                                    | Kuzma Indy Roadster | Offenhauser 3.0 L4C | Firestone | Troy Ruttman                                                                        | 1                    | 8               | -          |
| 1953   | J.C. Agajanian Dean Van Lines Peter Schmidt                                                       | Kuzma Indy Roadster | Offenhauser 3.0 L4C | Firestone | Chuck Stevenson Tony Bettenhausen Manuel Ayulo Bob Sweikert                         | 1                    | 0               | -          |
| 1954   | J.C. Agajanian Dean Van Lines Peter Schmidt                                                       | Kuzma Indy Roadster | Offenhauser 3.0 L4C | Firestone | Chuck Stevenson Jimmy Bryan Manuel Ayulo                                            | 1                    | 6               | -          |
| 1955   | J.C. Agajanian Dean Van Lines Peter Schmidt Aristo Blue/E.R. Casale                               | Kuzma Indy Roadster | Offenhauser 3.0 L4C | Firestone | Duane Carter Jimmy Bryan Johnny Thomson Rodger Ward                                 | 1                    | 3               | -          |
| 1956   | J.C. Agajanian Dean Van Lines Peter Schmidt Central Excavating/Pete Salemi Greenman-Casale        | Kuzma Indy Roadster | Offenhauser 3.0 L4C | Firestone | Johnnie Parsons Jimmy Bryan Johnny Thomson Eddie Johnson Gene Hartley Billy Garrett | 1                    | 3               | -          |
| 1957   | Dean Van Lines Peter Schmidt Central Excavating/Pete Salemi Greenman-Casale D-A Lubricants Racing | Kuzma Indy Roadster | Offenhauser 3.0 L4C | Firestone | Jimmy Bryan Eddie Sachs Chuck Weyant Johnnie Tolan Johnny Thomson                   | 1                    | 4               | -          |
| 1958   | Dean Van Lines Peter Schmidt Greenman-Casale Bob Sorenson Helse/H.H. Johnson                      | Kuzma Indy Roadster | Offenhauser 3.0 L4C | Firestone | AJ Foyt Eddie Sachs Johnnie Tolan Dempsey Wilson Art Bisch                          | 1                    | 0               | Non classé |
| 1959   | Dean Van Lines Peter Schmidt Greenman-Casale Helse/H.H. Johnson Drewry's/R.T. Marley              | Kuzma Indy Roadster | Offenhauser 3.0 L4C | Firestone | AJ Foyt Eddie Sachs Bill Cheesbourg Al Keller Gene Hartley                          | 1                    | 0               | Non classé |
| 1960   | Thompson/Ensley & Murphy Ridgewood Builders                                                       | Kuzma Indy Roadster | Offenhauser 3.0 L4C | Firestone | Duane Carter Bill Homeier                                                           | 1                    | 0               | Non classé |